# Галицівка
Гали́цівка — село у Селятинській сільській громаді Вижницького району Чернівецькій області України.

## Географія
Через село тече річка Руська, ліва притока Сучави.

## Населення

### Мова
Розподіл населення за рідною мовою за даними перепису 2001 року:
| Мова            | Кількість | Відсоток |
| --------------- | --------- | -------- |
| українська      | 673       | 99.41%   |
| російська       | 3         | 0.44%    |
| інші/не вказали | 1         | 0.15%    |
| Усього          | 677       | 100%     |

## Світлини

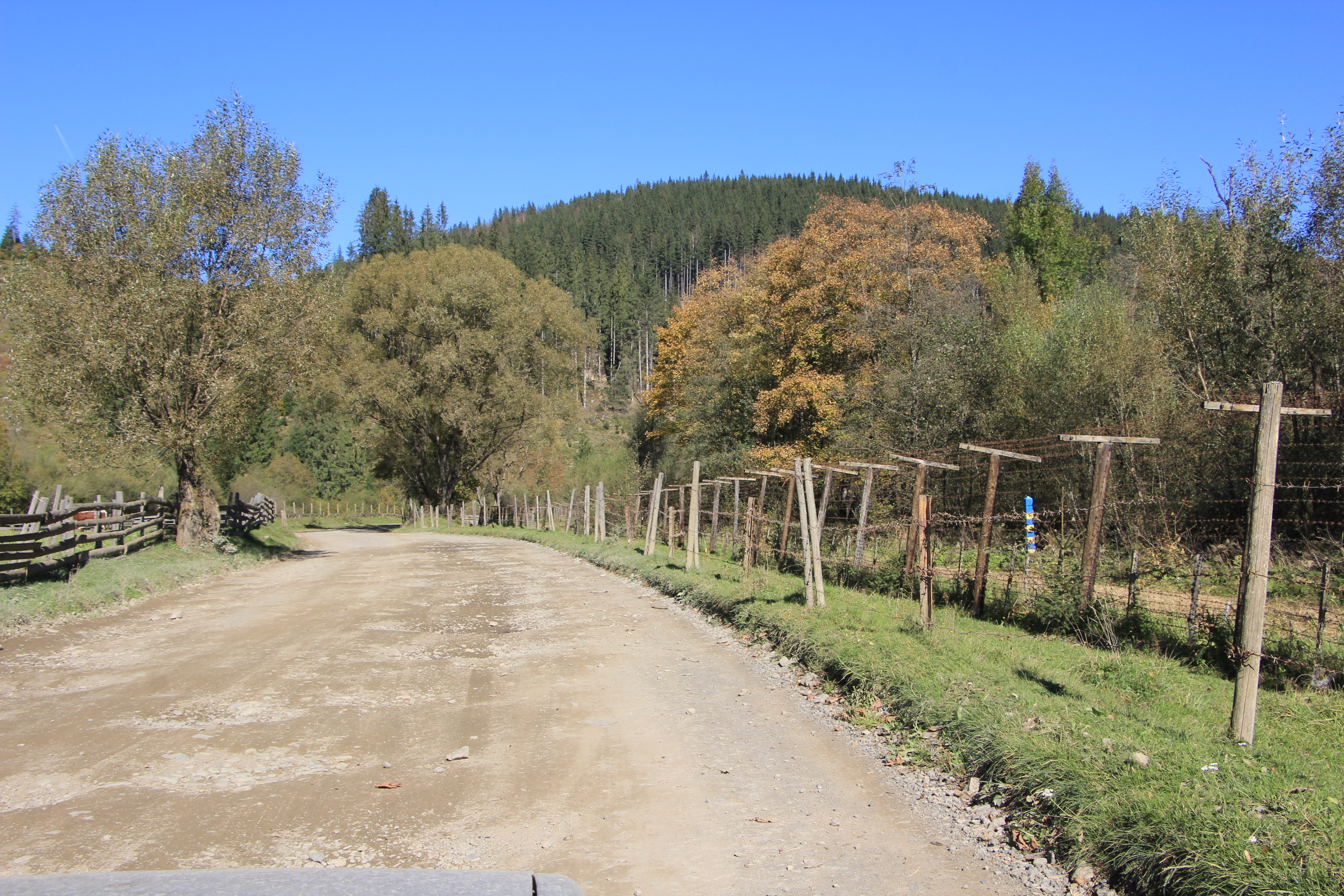
Попри кордон
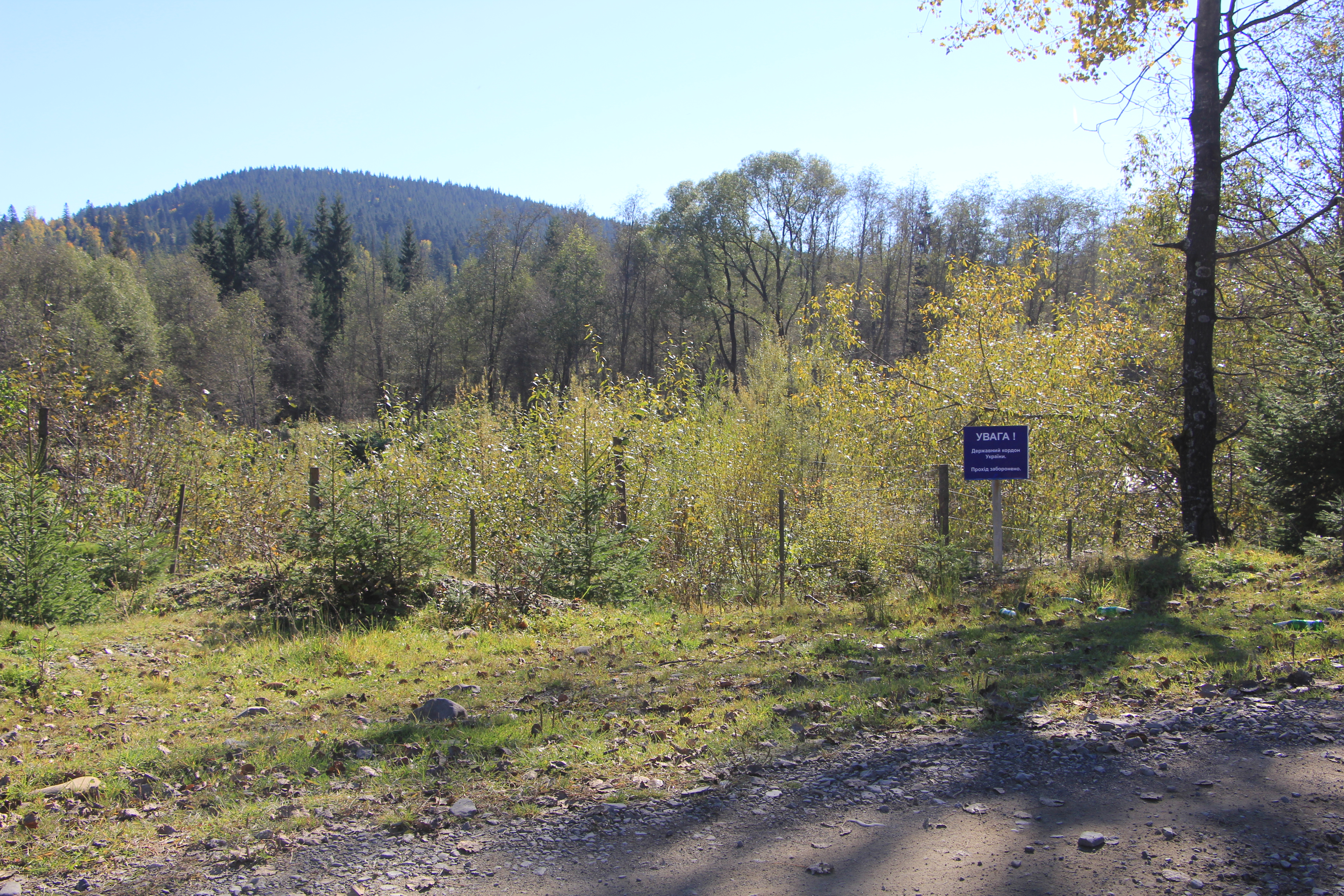
Державний кордон України
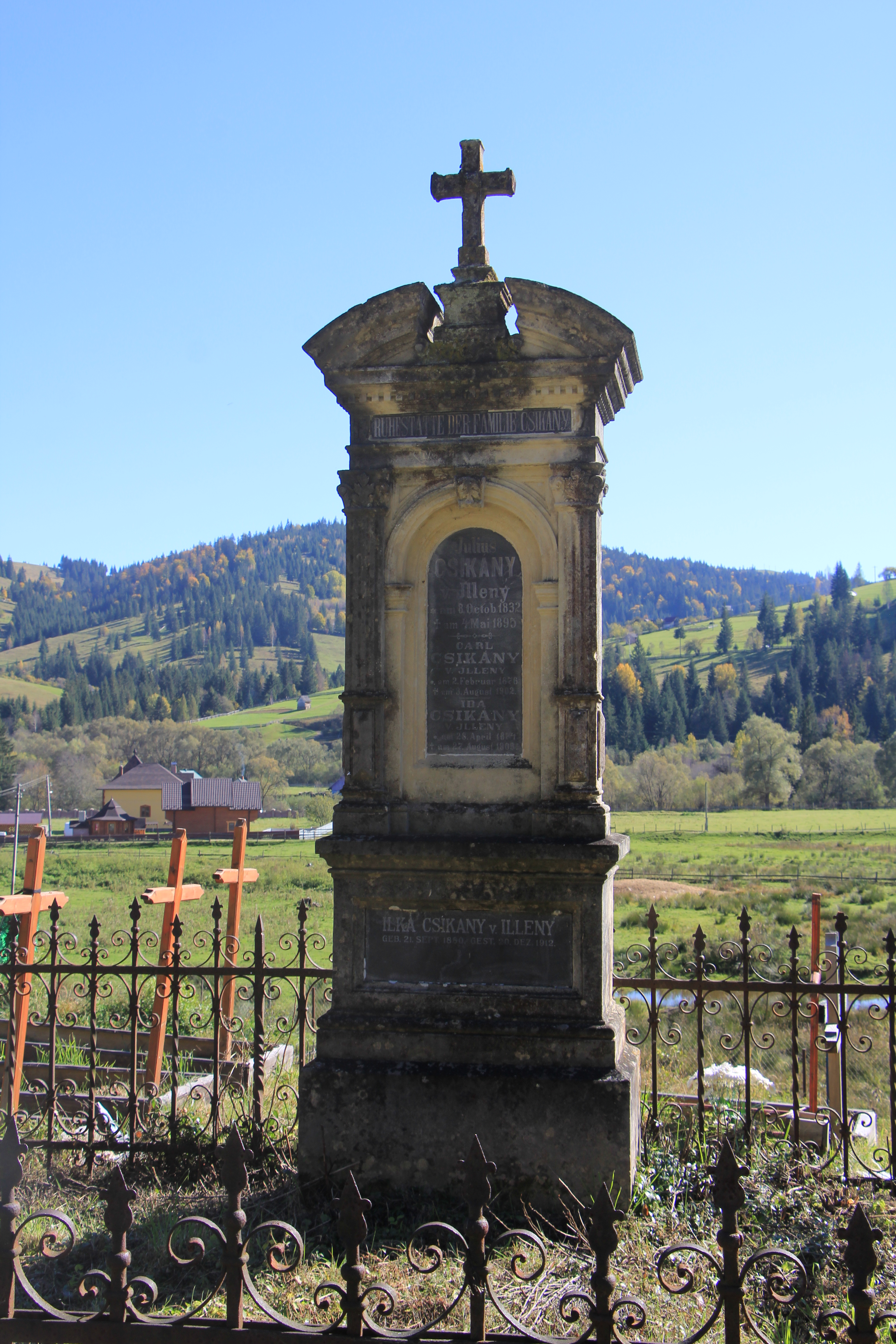
Дерев'яна церква Різдва Пр. Богородиці (1630р.) Пам'ятник
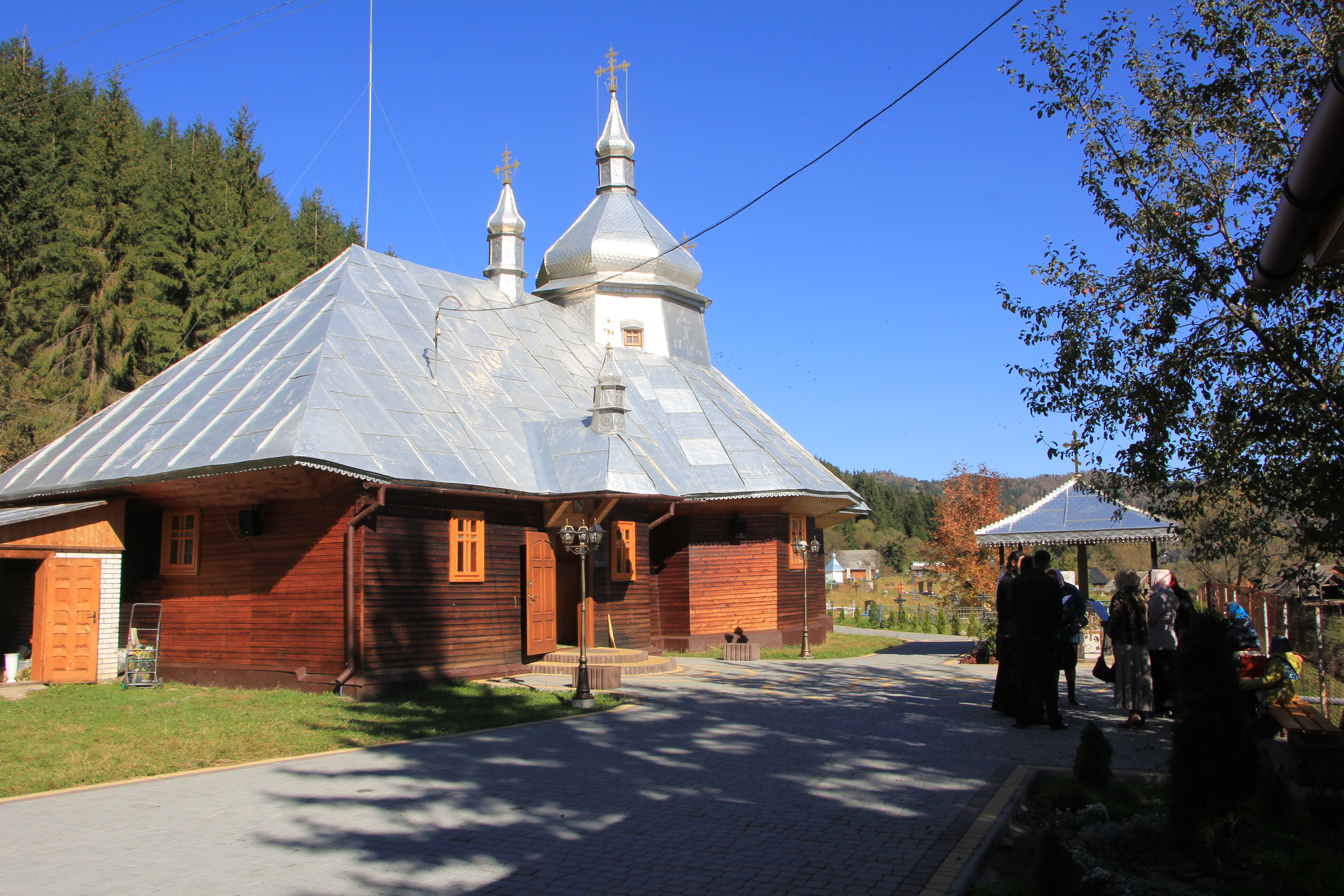
Дерев'яна церква Різдва Пр. Богородиці (1630р.)
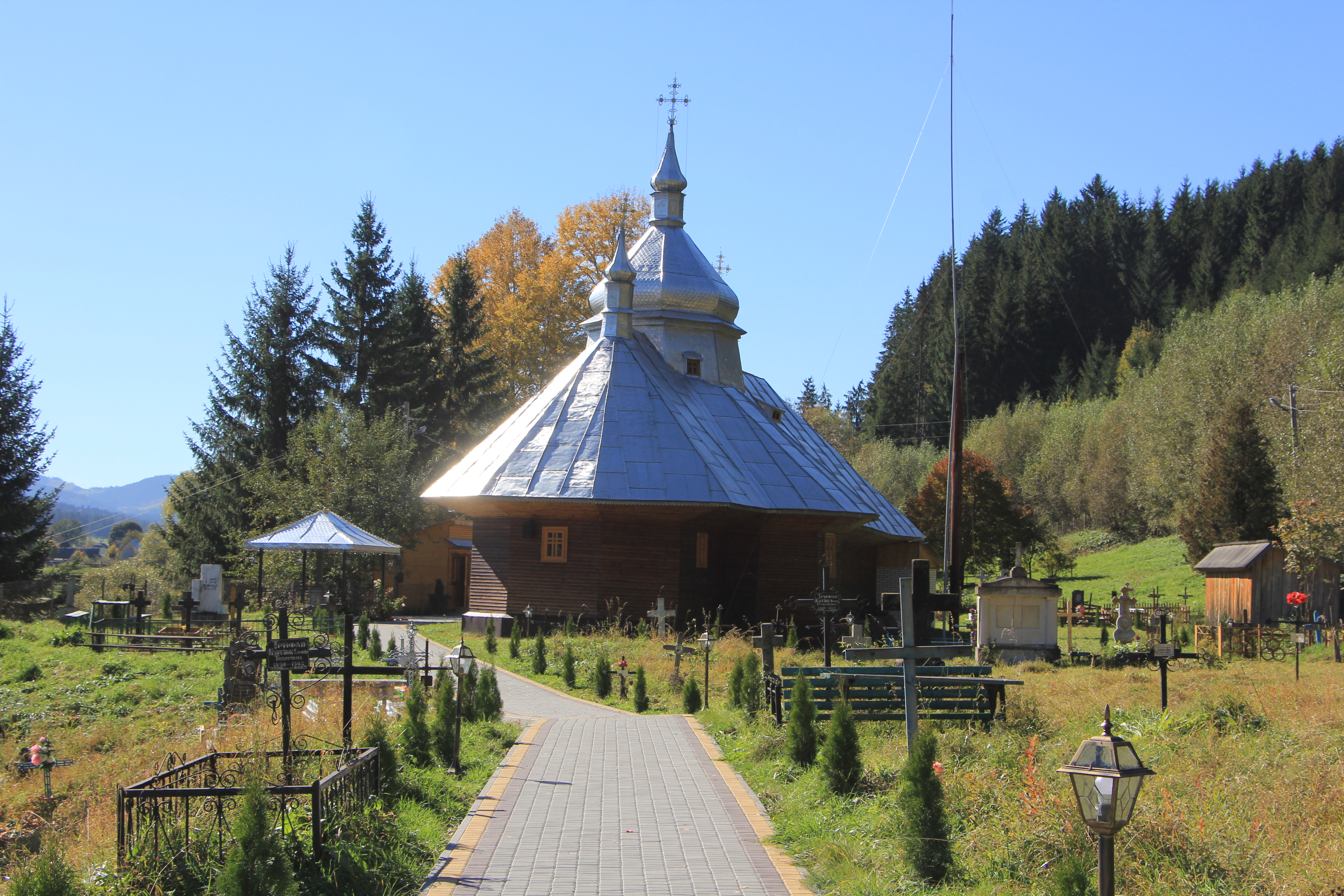
Дерев'яна церква Різдва Пр. Богородиці (1630р.)